# Dolno Ǵouǵantsé
Dolno Ǵouǵantsé (en macédonien Долно Ѓуѓанци) est un village du centre de la Macédoine du Nord, situé dans la municipalité de Sveti Nikolé. Le village comptait 174 habitants en 2002.

## Démographie
Lors du recensement de 2002, le village comptait :
- Macédoniens : 173
- Serbes : 1